# Daniel Hjorth (tonsättare)
Daniel Hjorth, född 9 november 1973 i Laholm, är en svensk tonsättare och ljudkonstnär.
Hjorth har studerat komposition för Sven-David Sandström vid Gotlands Tonsättarskola och för Kent Olofsson, Javier Alvàrez och Hans Gefors vid Musikhögskolan i Malmö. Han avslutade sin diplomutbildning 2001. Vid sidan av komponerandet undervisar han vid Musikhögskolan i Malmö. Han är sedan 2003 medlem i Föreningen svenska tonsättare.
Hjorth har uppmärksammats bland annat med orkesterverket Crop Circles som framförts av både Sveriges Radios symfoniorkester och Malmö symfoniorkester samt för sin elektroakustiska musik till en rad teaterföreställningar på Stockholms stadsteater och Dramaten.

## Verkförteckning
- Verkförteckning på Svensk Musik